# Glacier du Giétro

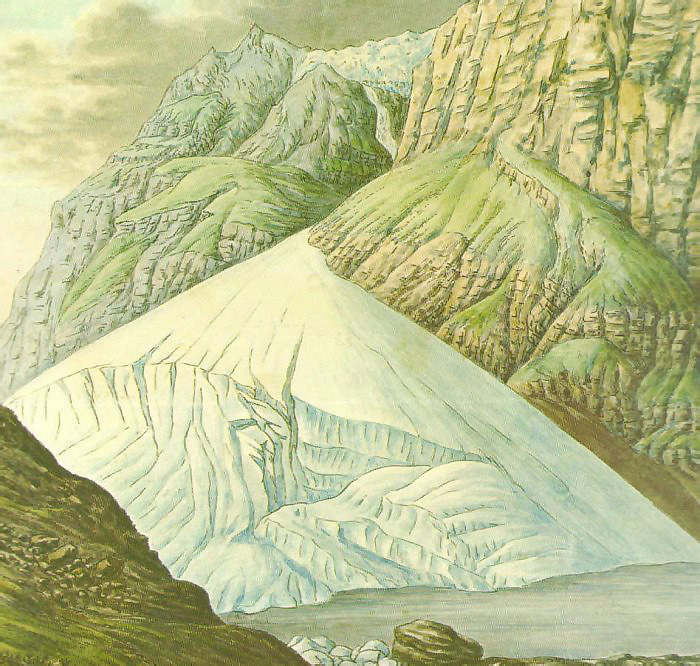
Glacier du Giétroz w 1818 r.

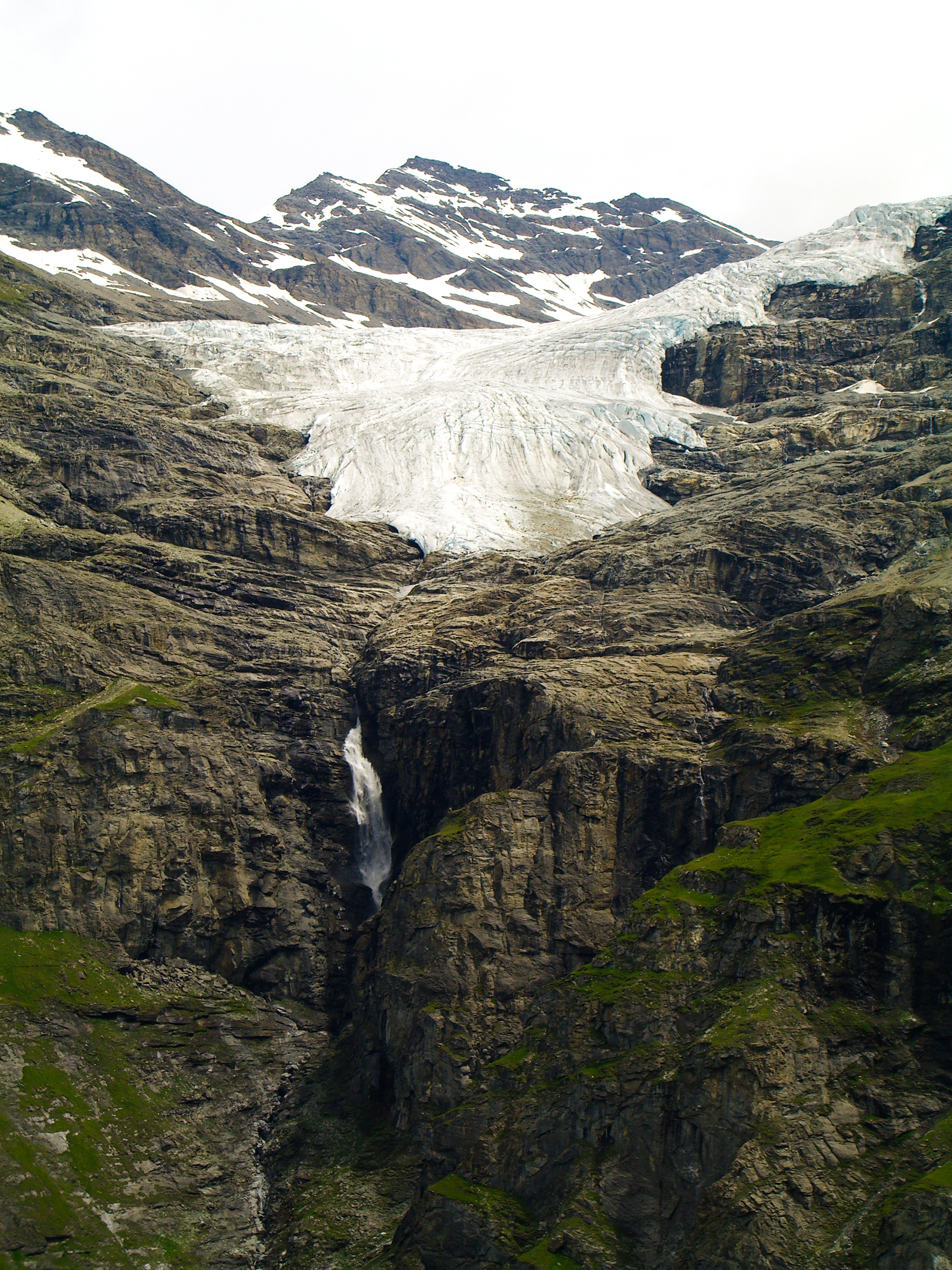
Czoło lodowca

Glacier du Giétro (nazywany też Glacier du Giétroz) – lodowiec w Alpach Pennińskich, w kantonie Valais w Szwajcarii, o długości 4 km (2005 r.) i powierzchni 5,85 km² (1973 r.).

## Położenie
Lodowiec znajduje się w regionie Val de Bagnes (Dolina Bagnes), w górnej części doliny rzeki Dranse de Bagnes. Zajmuje pochylone ku północnemu zachodowi plateau nad jej prawym brzegiem, wznoszące się na wysokości ok. 1000 - 1400 m ponad poziom wód wypełniającego tu dolinę zbiornika zaporowego Mauvoisin.

## Charakterystyka
Lodowiec posiada ogólna wystawę północno-zachodnią. Początkowo spływa w kierunku północnym, jednak w miarę obniżania się jego jęzor wyraźnie wykręca w kierunku zachodnim, a w końcu nawet południowo-zachodnim. Strefę akumulacyjną lodowca ograniczają szczyty i granie, których wysokości przekraczają 3300 m n.p.m. Najwyższym z nich jest La Ruinette (3875 m n.p.m.) po stronie południowej. Najdalej na południe wysuniętym punktem lodowca jest przełęcz Col du Mont Rouge (3324 m n.p.m.), natomiast najwyższym punktem (ok. 3820 m n.p.m.) jest południowo-zachodni przedwierzchołek szczytu Mont Blanc de Cheilon (3870 m n.p.m.) po stronie wschodniej. Od strony północnej, ze stoków Le Pleureur (3704 m n.p.m.) i spod sąsiadującej z tym szczytem od wschodu przełączki Col de la Luette (3369 m n.p.m.), spływały niegdyś dwa niewielkie lodowczyki boczne, dziś już w zupełnym zaniku.
Górna część lodowca jest relatywnie płaska, za to ostatni kilometr posiada pochylenie ok. 40%. Na wysokości ok. 2940 m n.p.m. jęzor lodowca przełamuje się przez skalny próg, co zaznacza się w postaci systemu poprzecznych szczelin. Drugi próg zarysowuje się na wysokości ok. 2800 m n.p.m. Poniżej koniec jęzora zwiesza się w dół stromego, urwistego żlebu, którym spływa potok tworzący wysoki na kilkaset metrów ciąg wodospadów zwanych Cascades du Giétro, spadających wprost do zbiornika zaporowego Mauvoisin.
W związku z częstymi i dużymi wahaniami długości, miąższości i powierzchni lodowca podawane w różnych źródłach dane różnią się wzajemnie. Inwentarz lodowców szwajcarskich z roku 2000 podawał: długość lodowca 4,5 km, powierzchnia 6 km², rozpiętość wysokości 3820 – 2550 m n.p.m., spadek 28% (16º). Aktualnie (ok. 2018 r.) jęzor lodowca kończy się na wysokości ok. 2750 m n.p.m.

## Tło historyczne
W przeszłości, gdy spadający z dużej wysokości lodowiec Giétro zablokował czasem masami lodu i skał bieg Drance de Bagnes, w miejscu dzisiejszego zbiornika Mauvoisin powstawało naturalne jezioro, które samoistnie opróżniało się później w miarę topienia się lodu i wymywania osadów morenowych. W zależności od wielkości powstałego jeziora, jego opróżnianie przynosiło mniejsze lub większe szkody w dolinie Dranse. W czasach historycznych wielki wylew jeziora, który przyniósł znaczne szkody i wiele ofiar, zdarzył się m.in. w 1595 r. Zginęło wówczas 140 osób i zniszczeniu uległo ok. 500 budynków.
Podobna sytuacja miała miejsce także wiosną 1818 r. Tym razem jezioro osiągnęło katastrofalne rozmiary: miało ponad 2 km długości, 200 m szerokości i - jak szacowano - 60 m głębokości. Oceniano, że jego nagłe wylanie zagroziłoby całej dolinie Dranse. Ówczesny inżynier kantonu Valais Ignace Venetz (1788–1859), świadom zagrożenia, próbował zapobiec nagłemu przerwaniu tamy. Uzbrojeni w topory i kilofy mieszkańcy niżej położonych miejscowości wykuli w lodzie przelew, który w zamierzeniu powinien był umożliwić powolne opróżnianie jeziora, stopniowo się rozszerzając. Ale 16 czerwca po południu rzeka, której wody przedostały się pod masę lodu, nagle przerwała tamę. Ok. 20 mln m³ wody runęło w dół doliny z intensywnością ok. 8 000 m³/s, pustosząc dolinę Dranse aż po Martigny. Katastrofa przyniosła 44 ofiary śmiertelne wśród ludzi i ogromne straty materialne, szacowane na 1 mln ówczesnych franków.
Od połowy XIX w. w całych prawie Alpach obserwowane jest cofanie się lodowców. Lodowiec Giétro również znacznie się cofnął i obecnie nie stanowi już bezpośredniego zagrożenia w taki sposób, jak to opisano powyżej. Pozostaje jednak pod baczną obserwacją na wypadek gdyby w przyszłości miał znów zacząć rosnąć: upadek do zbiornika znacznej masy lodu mógłby nawet grozić przerwaniem zapory.